# ムツェンスク郡のマクベス夫人 (オペラ)
『ムツェンスク郡のマクベス夫人』（ロシア語: Ле́ди Ма́кбет Мце́нского уе́зда,英語: Lady Macbeth of the Mtsensk District）作品29は、ドミートリイ・ショスタコーヴィチが1930年から1932年にかけて作曲した全4幕9場から構成されるオペラ。原作はニコライ・レスコフの同名の小説（1864年執筆）を基に、作曲者がオペラ化したもの（台本はアレクサンドル・プレイスと共同で作成）。
1作目の『鼻』に続いて作曲された2作目のオペラで、作曲者が20代半ばに作られた力作である。しかし後述する「プラウダ批判」により上演が禁止されたため、1962年に本作を『カテリーナ・イズマイロヴァ』（作品114）として改訂している。

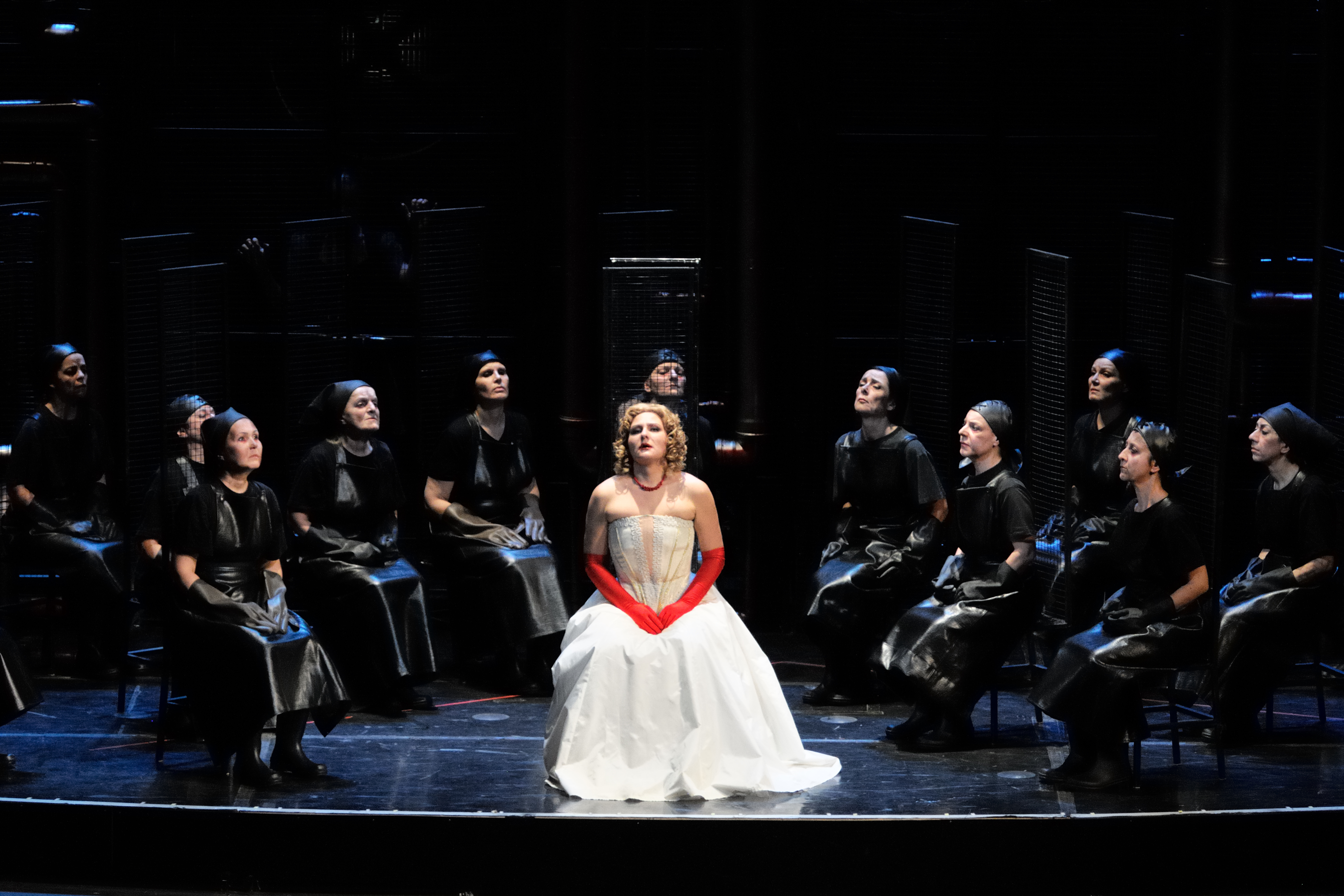
ボローニャ市立劇場での上演。December 2014, Svetlana Sozdateleva as Katerina L'vovna Izmailova, Director Dmitry Bertman, Helikon Opera Moscow

## 概要

### 作曲の経緯
1930年1月に最初のオペラ『鼻』が初演された後、当時24歳のショスタコーヴィチは次なるオペラの題材を求めていたが、友人のボリス・アサフィエフからニコライ・レスコフの中篇小説『ムツェンスク郡のマクベス夫人』を読むことを勧められたことが作曲に至る直接の契機であった。ただし、作曲者は1920年代頃からすでにレスコフの原作を知っていたようである。台本は前作『鼻』で協力したアレクサンドル・プレイスに再び協力を求め、共同で台本を作成した。
作曲は1930年の秋に開始され、全曲が完成したのは1932年（当時26歳）のことである。経過は以下の通りである。
- 第1幕:1930年10月4日着手－1931年11月5日完成（チフリスにて）[3]
ピアノ譜は10月30日に、第2場は1931年10月7日にそれぞれ完成されている。
- 第2幕:1931年11月19日着手（レニングラードにて）－1932年5月8日完成（モスクワにて）[3]
- 第3幕:1932年4月5日着手（レニングラードにて）－1932年8月15日完成（ガスプラ[4]にて）[3]
- 第4幕:1932年10月末着手－12月17日完成[3]
作曲者は3か月ないしは4か月で完成すると想定していたが、当初の予定を大幅に繰り上げて完成させた。

### 初演

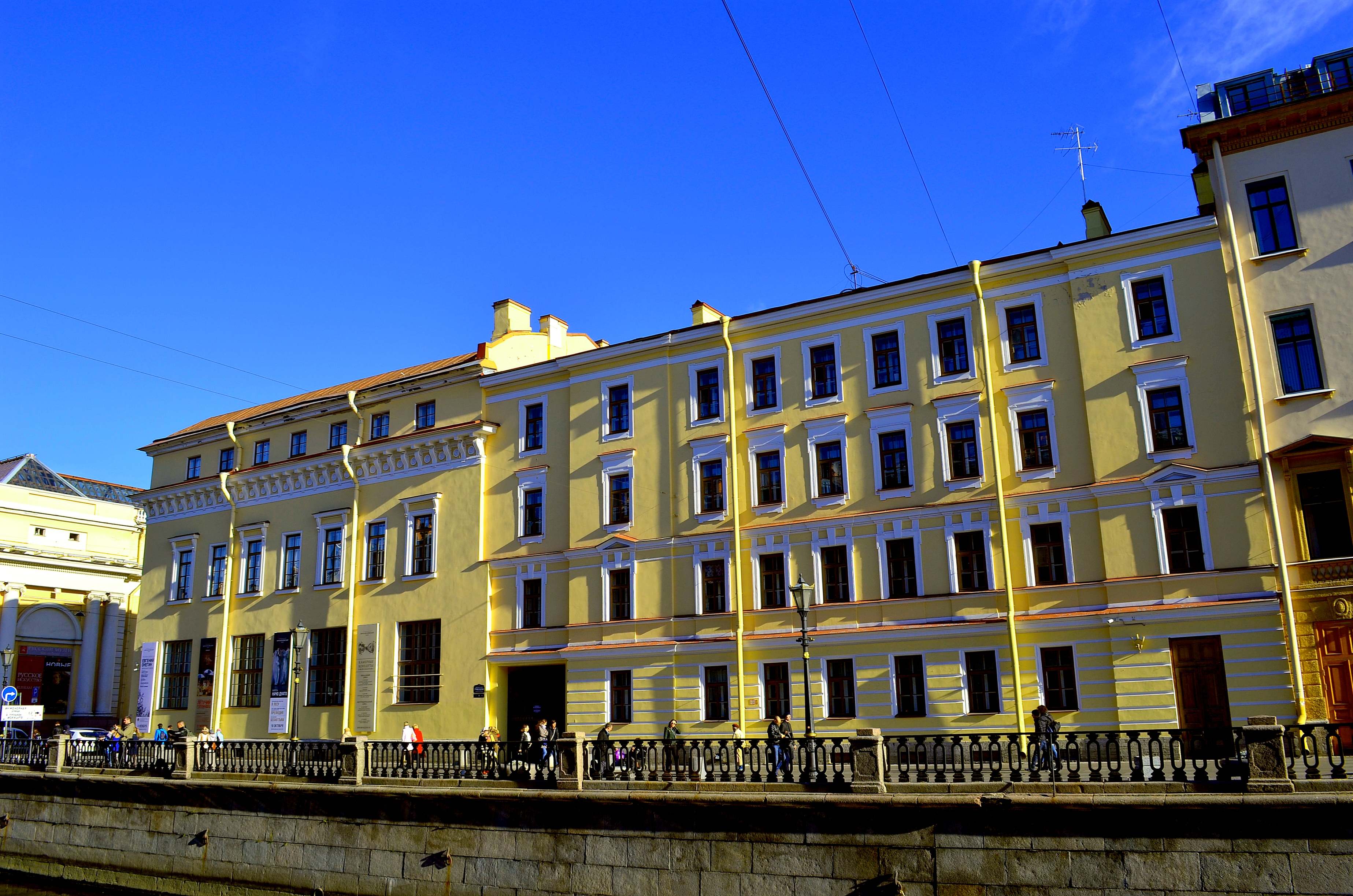
初演されたマールイ（現ミハイロスキー）劇場

第4幕の完成後、1933年に初演のための準備が1年をかけて行われ、1934年1月22日、レニングラードのマールイ劇場（現ミハイロフスキー劇場）にて、サムイル・サモスードの指揮で行われた。初演は成功を収め、レニングラードとモスクワの劇場では2年間で83回の上演を記録し、アメリカやアルゼンチン、西欧諸国（イギリス、スイス、チェコスロヴァキア、スウェーデン）の各都市でも上演されている。
その性暴力の描写を含む内容に、アメリカの一部批評家たちは本作を「ポルノフォニー」「寝室オペラ」などと酷評し、時にスキャンダルにまで発展している。またクリーヴランドでこのオペラを観劇していたストラヴィンスキーも「リブレットは嫌悪感をもよおさせる」と評した。本国でも、従来のオペラとは異なる内容に戸惑い、賛否両論が起こったという。
初演当時は大好評を博し、ショスタコーヴィチの作曲家としての地位を揺るぎないものにした。前述のような批判もあったが、「作曲者が表現せんとした全ては、古くとも新しくとも、新鮮で原始的な何かを体験するものとして見ることができ、折衷的な一貫性をもつ生命力は、作品のすべてに説得力を持ち、ストレートに魅せられる。」（1935年のチューリッヒ公演の批評）と幅広く人気を集めた。

### プラウダ批判

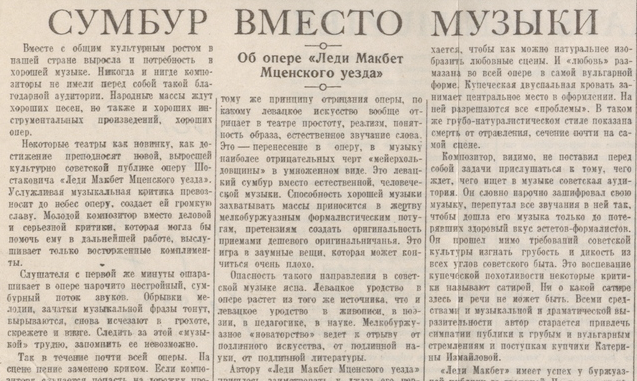
「音楽の代わりの荒唐無稽」のプラウダ記事（1936年1月28日）

1936年1月初旬、レニングラードのマールイ劇場が客演先のモスクワにて本作を上演中、作曲者も滞在していた。時を同じくして、ネミローヴィチ＝ダンチェンコ音楽劇場でも本作を『カテリーナ・イズマイロヴァ』と名前を変えて上演しており、ボリショイ劇場も前年の12月から本作を舞台にかけていた。したがって、同年1月のモスクワでは都合3つの舞台で本作が上演されており、同地はショスタコーヴィチの作品一色に染まっていた。

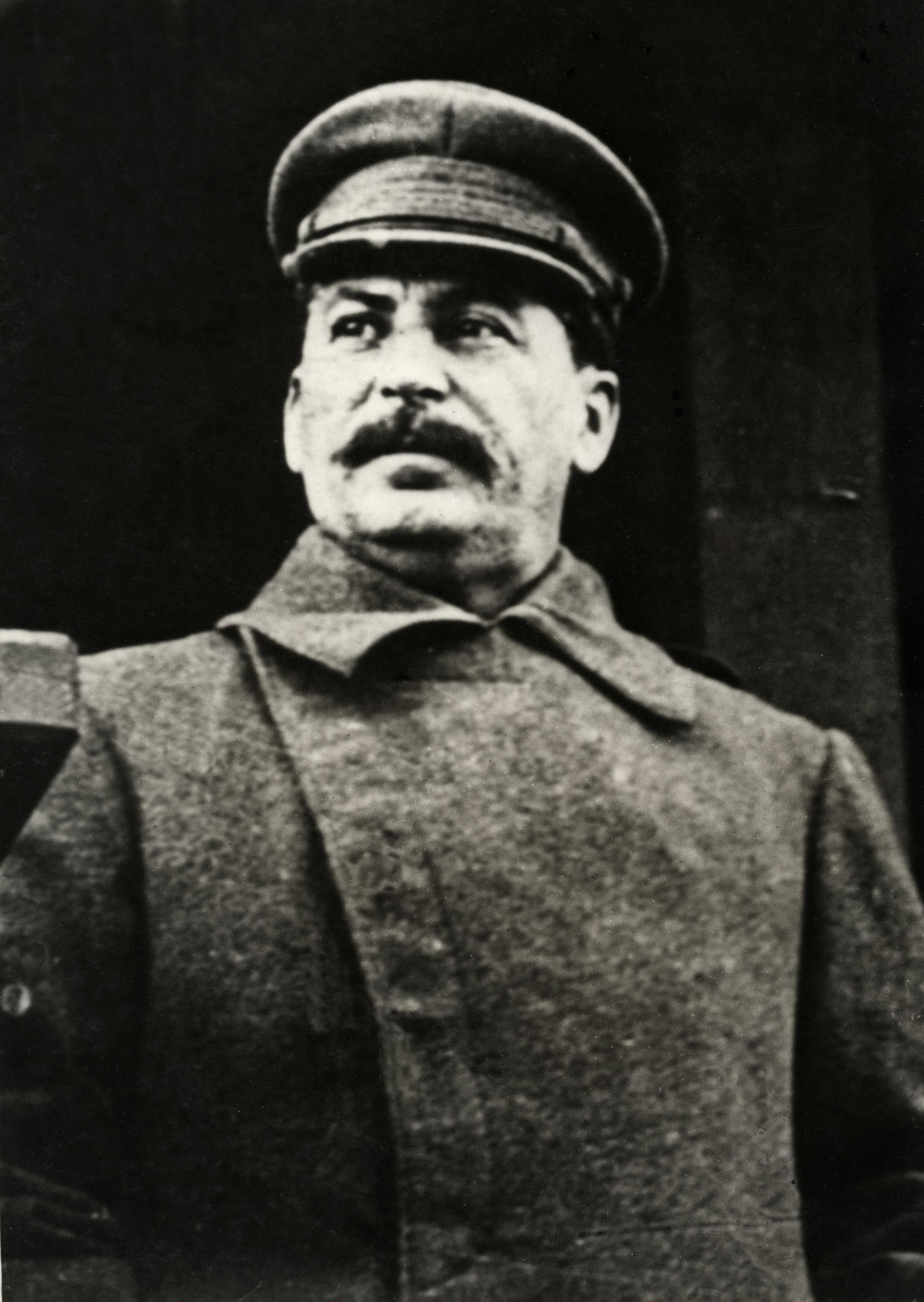
「マクベス夫人」初演当時のスターリン　彼はオペラの内容に激怒し、ショスタコーヴィチを糾弾した。

そんな折、1月26日にヨシフ・スターリンが側近と共にボリショイ劇場を訪れ、注目作である『マクベス夫人』を観劇した。劇場の関係者は称賛を受けることを期待して作曲者を舞台裏に待機させていたが、スターリンは第3幕の途中で席を立った。作曲者は不安に駆られつつ、別の演奏会のためアルハンゲリスクへ向かった。
2日後の1月28日、共産党中央委員会機関紙『プラウダ』に「音楽のかわりに荒唐無稽」と題する批判的な内容の無署名記事（プラウダ批判）が掲載された。アルハンゲリスクで事態を知った作曲者は至って冷静であったが、スターリンの逆鱗に触れたことで、作曲者の身に危険が及びかねない状況となったため、本作はレパートリーから外され、以後20年以上にわたり事実上の上演禁止となった。

### カテリーナ・イズマイロヴァ
上演禁止から20年目となる1956年にショスタコーヴィチはこのオペラの改訂に着手し、『カテリーナ・イズマイロヴァ』（Катери́на Изма́йлова）作品114とする改訂稿を作りあげた。この作品の上演許可は1963年に出され、その年の1月8日にモスクワのネミローヴィチ＝ダンチェンコ劇場によって初演された。
この改訂版では打楽器などの刺激的なオーケストレーションは避けられているが、新たに書かれた最初の部分の間奏曲などでは『ムツェンスク郡のマクベス夫人』よりも優れた音楽的効果を発揮しており、歌詞も旧版の卑俗な言葉遣いが上品で刺激の少ない表現に書き換えられている。なお、演奏時間はほぼ旧版と同じである。
題名や作品番号の違いなども含め、作曲家の諸井誠は「『ムツェンスク郡のマクベス夫人』は『カテリーナ・イズマイロヴァ』と同一作品ではない、とする説が、昨今では大勢を占めているようだ」としている。
1966年にはこのオペラの映画版も制作された。内容は約2時間にカットされ、主役のカテリーナに扮するソプラノ歌手のガリーナ・ヴィシネフスカヤの演唱と、コンスタンティン・シモノフの指揮・キエフ歌劇場管弦楽団による音源を元にプレスコで撮影された。演技は主役を除いて、すべて俳優によるものである。

### 2つの組曲
終幕を除き、本作の幕間には小さな間奏曲が挟まれているが、それぞれ機知に富んだ粒ぞろいの作品であり、作曲者によってオーケストラのための2つの異なった組曲が編まれている。

#### 交響組曲 作品29a
全3曲。オペラの完成直後の1932年に編曲された。存在は長らく知られていなかったが、研究家のマナシール・ヤクーボフによってスコアが発見された。3つの楽曲はすべて間奏曲から採られており、音楽自体は『5つの間奏曲』と同じである。演奏時間は約6分。
- 第1曲 アレグロ・コン・ブリオ
- 第2曲 プレスト
- 第3曲 アレグレット

#### 5つの間奏曲 作品114a
全5曲。改訂後の『カテリーナ・イズマイロヴァ』より編曲されたものである。演奏時間は約17分。
- 第1曲 アレグレット
- 第2曲 アレグロ・コン・ブリオ
- 第3曲 ラルゴ（パッサカリア）
- 第4曲 アレグレット
- 第5曲 プレスト

## 楽器編成
- 木管楽器:ピッコロ、フルート2（2番はアルトフルート持ち替え）、オーボエ2、コーラングレ、E♭管クラリネット、クラリネット2、バスクラリネット、ファゴット2、コントラファゴット
- 金管楽器:ホルン4、トランペット3、トロンボーン3、チューバ
- 打楽器:ティンパニ、大太鼓、小太鼓、シンバル、タムタム、トライアングル、シロフォン、ウッドブロック、グロッケンシュピール、フレクサトーン
- 弦楽器:弦五部（第1ヴァイオリン20、第2ヴァイオリン18、ヴィオラ16、チェロ14、コントラバス12）
- その他:チェレスタ、ハープ2
- バンダ：E♭コルネット4、B♭コルネット4、トロンボーン4、アルトホルン4、テノールホルン4、バリトン4、バス4

## 登場人物
| 人物名 | 声域      | 役                           | 1934年1月22日の初演者 （指揮:サムイル・サモスード） |
| --- | --------- | ---------------------------- | --------------------------------------------------- |
| カテリーナ・リヴォヴナ・イズマイロヴァ | ソプラノ  | 製粉業商人ジノーヴィの妻     | アグリッピーナ・ソコローヴァ                        |
| ジノーヴィ・ボリソヴィチ | テノール  | 製粉業商人でカテリーナの夫   | ステパーン・ヴァッシリエヴィチ・バラショーフ        |
| ボリス・チモフェーヴィチ・イズマイロフ | バス      | カテリーナの夫ジノーヴィの父 | ゲオルギー・ニキーフォロヴィチ・オルローフ          |
| セルゲイ | テノール  | 愛人、イズマイロフ家の使用人 | ピョートル・イヴァノヴィチ・ザセツキー              |
| アクシーニャ | ソプラノ  | 女使用人                     |                                                     |
| ソネートカ | アルト    | 女囚人                       |                                                     |
| ニヒリスト | テノール  |                              |                                                     |
| 女囚人 | ソプラノ  |                              |                                                     |
| 3人の使用人 | 3テノール |                              |                                                     |
| その他:司祭、御者、製粉工、労働者、役人、教師、番頭、門番、警察署長、警官、軍曹、哨兵、ボロを着た農夫、結婚式に呼ばれた客、男女の囚人たち、ボリスの亡霊 |           |                              |                                                     |

## 演奏時間
- 約2時間35分（第1幕：50分、第2幕：50分、第3幕：25分、第4幕：30分）

休憩は第1幕と第2幕の後の2回が多い。

## あらすじ
時と場所:19世紀後半のロシア中部の都市ムツェンスク郡、およびシベリア街道

### 第1幕
第1場：イズマイロフ家居間、第2場：同庭先、第3場：カテリーナの寝室
カテリーナは裕福なイズマイロフ家に嫁いだが、意地悪な舅ボリスと、夫ジノーヴィとの愛のない生活に傷心の日々を送っている。製粉所の堤防が壊れたので夫は外出、「亭主が出て行くのに涙一つ流しよらん。イコンに貞操を誓わんか。」とねちねちと小言をいい、（製粉所の小麦粉を守るため）「殺鼠剤を用意しろ。」と命じる舅にカテリーナは「お前こそ鼠。」と殺意を抱く。そこへ、新しい下男セルゲイが女中を手ごめにしようとして大騒ぎになる。カテリーナはセルゲイを叱責するが、セルゲイは下心を抱きカテリーナを押し倒す。それを見たボリスは「不倫じゃ。息子に言いつけてやる。」と怒る。その夜遅く、カテリーナのもとにセルゲイが忍び込み強姦する。カテリーナはセルゲイの虜になり、2人は固く抱き合う。
第3場幕開けの孤独を嘆くカテリーナの悲痛なアリアは極めて美しい。後半のレイプ・シーンは、性行為を音楽で描写した有名な場面で、作曲者の非凡な才能がうかがわれる。スターリンが激怒したのもまさにこの点にあった。『カテリーナ・イズマイロヴァ』では、この部分の音楽は短かくシンプルなものに差し替えられている。

### 第2幕
第1場：イズマイロフ家庭先、第2場：カテリーナの寝室
ボリスが夜回りをしながらカテリーナに対する抑えきれない欲望を歌う。そこへ情事を終えたセルゲイが窓から逃げ出す。ボリスはセルゲイを捕まえ、鞭で打ちすえる。驚くカテリーナや下男たちに、ボリスは怒りに打ち震え、息子をすぐ呼びにやらせ、彼の好物であったキノコスープを作れと命じる。切羽詰ったカテリーナはスープに殺鼠剤を入れる。ボリスは苦しみだし、臨終に立ち会った牧師に懺悔するが、カテリーナを恨めしげに指さして死ぬ。カテリーナは嘘泣きをしてキノコによる食中毒とごまかす。再びカテリーナは寝室でセルゲイとの逢瀬を楽しむが、ボリスの亡霊に悩まされる。そこへジノーヴィが帰ってくる。ジノーヴィは不義の現場を押さえ、カテリーナを革のベルトで打ちすえるが、セルゲイにより殺される。
第1場のボリスのグロテスクなアリアと、正教の司祭のシニカルなアリアが面白い。第1場から第2場の間奏曲はパッサカリア形式の壮大なもので、舞台外のバンダも加わり、悲劇的要素を強調する。ショスタコーヴィッチのすぐれた管弦楽法が聴きものである。

### 第3幕
第1場：イズマイロフ家納屋の前、第2場：村の警察署、第3場：イズマイロフ家納屋の前（宴会場）
カテリーナとセルゲイの結婚式が自宅で行われる。納屋にジノーヴィの死体を隠し、何食わぬ顔をする2人。だが、酔いどれの農夫が死体を発見し、警察に通報する。2人は結婚式の宴席で逮捕される。
この幕は全体的に短めで、農夫のコミカルな歌やバンダが大活躍する軽快な「怒りの日」のパロディの間奏曲、警官のユーモラスでグロテスクな合唱と行進曲など、重苦しい劇の中で息抜きの役割を持つ。なお、この幕を交響曲のスケルツォに相当するとする意見もある。

### 第4幕
第1場：シベリア街道　湖のほとり
カテリーナとセルゲイは刑に服し、シベリアに流される。2人と流刑者たちはとある村の湖のほとりで休憩する。すべてを失ったカテリーナにとって、ただ一つの頼みは愛するセルゲイの存在であった。セルゲイに会うことができて、彼を慕うアリアを歌う。（この旋律が後の弦楽四重奏曲第8番に引用されている。)だがセルゲイは心変わりし、別の女囚ソネートカと関係を持ってしまう。囚人たちに囃され、カテリーナは絶望のあまり、ソネートカを道連れに湖に身を投げる。役人は出発を告げ、囚人たちは物悲しい歌を歌いながら船に乗り舞台を去る。
ここは、ムソルグスキーの影響を受けたロシア色豊かな場面。特に幕切れ近く、絶望したカテリーナが歌うアリアは悲痛そのもので、劇的なクライマックスを作り上げている。

## 備考
- タイトルの「マクベス夫人」とは、この作品の主役を、シェイクスピアの悲劇『マクベス』に登場するマクベスの妻（野心家タイプの悪女の一典型とされる）になぞらえた表現である。
- 作曲者は当初ワーグナーの『ニーベルングの指環』のような、女性を主役とした4部作のオペラを計画していたが、初演の成功に気を良くした作曲者は本作を4部作のうちの第1作とした。その壮大なプランについては以下のような証言がある[15]。

「……『マクベス夫人』は『ラインの黄金』にあたるものである。これにつづくオペラの女主人公は、人民の意志派運動の女性となるだろう。……このテーマが、わたしの芸術思索と今後10年間の我が生活のライトモチーフとなる。」
- 上述のプランは結果的に「プラウダ批判」によって潰れてしまい、以降作曲者はオペラ創作から遠ざかることになった。その後、ショスタコーヴィチはさまざまなオペラの創作に挑戦したが、結局『賭博師』（1941年）、『モスクワ・チェリョームシキ』（1957年 - 1958年）の2作しか手をつけておらず、しかも前者は未完、後者はオペレッタであまり高い評価を受けていない。ショスタコーヴィチの完成されたオペラは本作と『鼻』の2作のみである。当局がショスタコーヴィチに与えたトラウマの大きさがうかがえる。

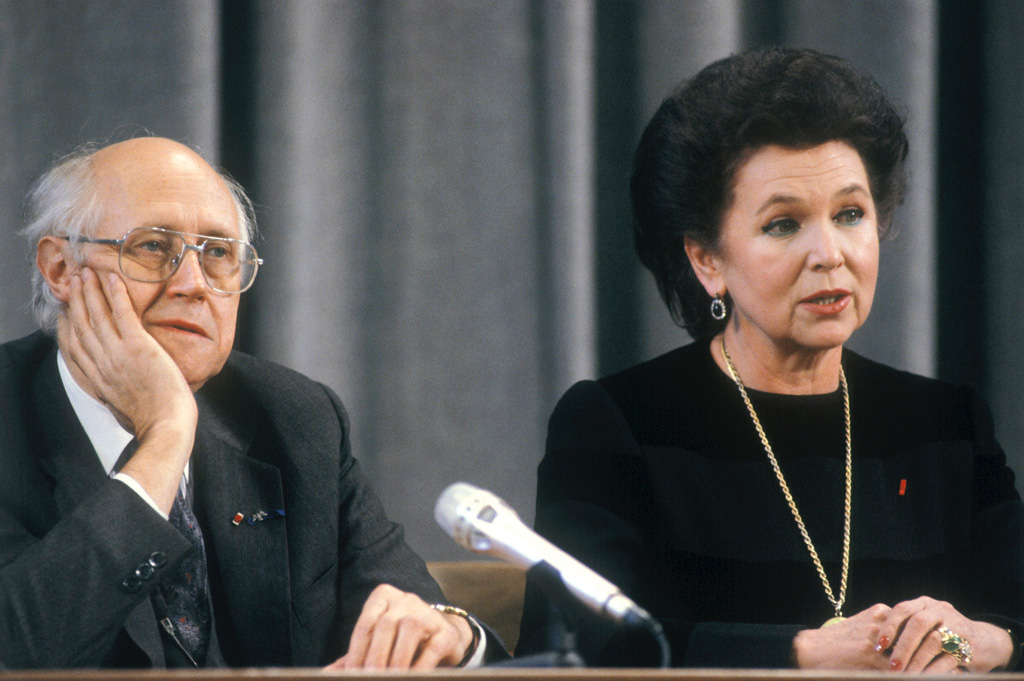
「マクベス夫人」の蘇演を実現した、Ｍ･ロストロポーヴィチとG･ヴィシネフスカヤ(1990年）

- 1978年に、EMIにて『ムツェンスク郡のマクベス夫人』の初演原典版スコア（リブレットはロシア語）による全曲初録音が行われた。指揮は作曲者と親交の厚かったムスティスラフ・ロストロポーヴィチで、ワシントンD.C.とウニヴェルザール出版社で発見されたスコアをもとに、妻のガリーナ・ヴィシネフスカヤやニコライ・ゲッダなどの歌手陣と、ロンドン・フィルハーモニー管弦楽団ほかの演奏にて録音されている。
- ドイツでは本作の人気が高く、ドイツ語版も盛んに上演されている。日本初演（1992年）もケルン歌劇場の来日公演によるドイツ語版であった。なお、ロシア語による日本初演は1994年に演奏会形式にて行われた。
- 1996年、ゲルギエフが、キーロフ・オペラの来日公演にて、初演原典版と改訂版の比較連続公演を行った。ちなみに本公演がオペラ形式による日本初演となった。
- 2006年にはアムステルダムの歌劇場にて、マリス・ヤンソンスとロイヤル・コンセルトヘボウ管弦楽団による、現代劇風の演出による映像作品が収録された。
- 2008年5月4、5日に東京歌劇団が初の日本人キャストによる公演をサン・パール荒川大ホールで行った（指揮：珠川秀夫、演出：大島尚志、有志のアマチュアオーケストラによる）。